# میترا فرازنده
میترا فرازنده (زادهٔ ۱۳۵۵) فعال حقوق معلولان و هنرمند تجسمی اهل ایران است.

## زندگی‌نامه
میترا فرازنده در ایران به دنیا آمده‌است. او در روستایی در هشتپر (معروف به شهر تالش) در استان گیلان، ایران زندگی می‌کند.
فرازنده از دیده شدن میل جنسی زنان معلول حمایت کرده‌است. او در مورد احساس انسان نبودن به علت ناتوانی جسمی و تلاش برای تشخیص نیاز به عشق می‌نویسد. اینکه چگونه بدن فیزیکی او تصورات نادرستی از عدم نیاز جنسی او ایجاد کرده‌است. او با فروش طراحی‌ها و نقاشی‌هایش امرار معاش می‌کند.
در سال ۲۰۱۸، فرازنده در فهرست ۱۰۰ زن بی‌بی‌سی فهرستی از الهام‌بخش‌ترین و تأثیرگذارترین زنان جهان قرار دارد.